# Abelardo Luz
Abelardo Luz és un municipi del Brasil situat a l'estat de Santa Catarina. Situat a una altitud de 760 metres, el 2018 tenia una població de 17.847 habitants. La seva principal activitat econòmica és l'agropecuària, malgrat que el comerç i el turisme també tenen un paper destacat.
El municipi té una superfície de 955 km², i es troba 574 km a l'oest de la capital de l'estat de Santa Catarina, Florianópolis. Forma part de la microregió de Xanxerê, dins de la mesoregió de l'Oest de Santa Catarina. Es troba a la serra Geral, a les conques hidrogràfiques dels rius Chapecó i Chapecozinho. El municipi conte l'Estació Ecològica Mata Preta, una zona totalment protegida de 6.566 hectàrees creada el 2005.

## Origen i establiment
El 30 de desembre de 1953 es va desfer l'anomenat "Velho Chapecó", i es van crear vuit altres municipis, entre els quals Xanxerê. Abelardo Luz es va mantenir com un districte de Xanxerê, si bé va pujar d'estatus el 1922. El 1917 es va passar a anomenar "Passo das Flores".
Les terres de l'actual territori municipal d'Abelardo Luz ja es coneixien al segle XIX, quan es va crear la Colònia Militar de Xanxerê, per ordre del govern imperial del Brasil. Tanmateix, el territori municipal d'Abelardo Luz només es va començar a poblar a nivell efectiu amb l'arribada de colonitzadors que provenien principalment de Minas Gerais durant els primers anys del segle xx. El poblament es va intensificar a mitjan segle xx, amb l'arribada de migrants provinents de l'Estat de São Paulo, de l'estat de Paraná i Rio Grande do Sul, així com descendents d'immigrants europeus, principalment d'Itàlia i d'Alemanya.

## Formació administrativa i història recent
El dia 21 de juny de 1958, a través de la llei núm. 348, el territori municipal d'Abelardo Luz es va emancipar políticament, i la seva fundació es va produir el 27 de juliol del mateix any. El primer alcalde escollit sota la nominació del govern estatal fou Gerônimo Rodrigues, i el guanyador de les primeres eleccions municipals fou Maurício Rodrigues da Costa.
Com a territori, és el municipi amb més extensió territorial de la mesoregió de l'oest de Santa Catarina, amb 955,37 km². Hi predominen els camps, i és un dels municipis de Santa Catarina on abunda l'agricultura mecanitzada a causa del seu terreny ondulat pla. L'economia del municipi s'havia basat en l'explotació dels recurosos vegetals locals; l'araucària i diverses "fustes dures", a més de l'herba mate, són les principals plantes específiques que es limiten a Paraná. Tanmateix, ha perdut pes en favor de l'explotació agrícola. La ciutat és una de les principals productores de blat de moro i soja.
El municipi rep el seu nom en honor d'Abelardo Venceslau da Luz, descendent d'Hercílio Luz.